# Временный государственный совет (Израиль)
Временный государственный совет (ивр. מועצת המדינה הזמנית‎) — временный законодательный орган Израиля, действовавший в период провозглашения независимости Израиля до избрания Кнессета 1-го созыва в январе 1949 года
Начал действовать 12 апреля 1948 года под названием «Моэцет ха-Ам» (ивр. מועצת העם‎ — буквально: «Народный совет») в рамках подготовки к провозглашению независимости государства Израиль. В состав «Моэцет ха-Ам» вошло 37 человек, представляющих все политические партии будущего Израиля, от ортодоксальных иудеев до коммунистов. Из числа членов Моэцет ха-Ам было создано также «Народное правление» (ивр. מנהלת העם‎ — Минхелет ха-Ам) — будущее временное правительство Израиля из 13 человек во главе с Давидом Бен-Гурионом.
14 мая 1948 года в 16:00, за восемь часов до окончания британского мандата на Палестину, в Тель-Авиве Народный совет провёл церемонию провозглашения независимости Израиля. Время было выбрано с тем, чтобы церемония могла закончиться до наступления субботы, а выбор места — бывший дом Дизенгофа на бульваре Ротшильда -определялся желанием избежать религиозной или партийной подоплёки и предпочтением менее заметного и помпезного здания из опасений перед возможной бомбежкой.
Приглашения на церемонию провозглашения независимости были разосланы с посыльными утром 14 мая с просьбой хранить событие в секрете. Окончательный текст Декларации Независимости был утвержден за час до начала церемонии, спешно отпечатан и доставлен на попутной машине в 15:59. Текст Декларации зачитал Давид Бен-Гурион.
После зачтения Декларации Независимости она была подписана 25 членами Народного совета, при этом было оставлено место для подписи ещё двенадцати членов совета, запертых в осажденном Иерусалиме. Церемония провозглашения транслировалась радиостанцией Коль Исраэль.
16 мая совет избрал своим председателем будущего президента Израиля Хаима Вейцмана, который де-факто стал главой государства Израиль до тех пор, пока в феврале 1949 Кнессет 1-го созыва не избрал его президентом страны.
После провозглашения независимости Израиля, Народный совет был переименован во Временный государственный совет и действовал до выборов в Кнессет 1-го созыва. Его последнее заседание состоялось 3 февраля 1949 года.

## Члены Временного государственного совета по партийной принадлежности
| Партия                                        | Число мест в совете | Представители |
| --------------------------------------------- | ------------------- | --- |
| МАПАЙ                                         | 10                  | Давид Бен-Гурион, Меир Аргов, Ицхак Бен-Цви, Элияху Добкин, Элиэзер Каплан, Авраам Каценельсон, Голда Меир, Давид Ремез, Мордехай Шатнер, Моше Шарет |
| Партия общих сионистов                        | 3                   | Даниэль Остер, Элияху Берлин, Перец Бернштейн |
| Партия сионистов-ревизионистов                | 3                   | Герцель Розенблюм, Цви Сегаль, Бен-Цион Штернберг |
| МАПАМ                                         | 3                   | Мордехай Бентов, Цви Лурье, Аарон Цизлинг |
| Мизрахи                                       | 3                   | Зеэв Голд, Иегуда Лейб Маймон, Давид-Цви Пинкас |
| Партия новой алии/ Прогрессивная партия       | 3                   | Авраам Гранот, Моше Коль, Пинхас Розен |
| Агудат Исраэль                                | 2                   | Меир Давид Лёвенштейн, Ицхак Меир Левин |
| Хапоэль Хамизрахи                             | 2                   | Хаим-Моше Шапира, Зерах Вархафтиг |
| Поалей Агудат Исраэль                         | 1                   | Калман Кахана |
| Ахдут ха-Авода — Поалей Цион                  | 1                   | Берл Репетур |
| Поалей Цион (левая)                           | 1                   | Нахум Нир |
| Коммунистическая партия Палестины/МАКИ        | 1                   | Меир Вильнер (заменён на Шмуэля Микуниса) |
| Сефарды и восточные сообщества                | 1                   | Бехор-Шалом Шитрит |
| Международная женская сионистская организация | 1                   | Рахель Коэн-Каган |
| Ассоциация йеменцев в Израиле                 | 1                   | Саадия Кобаши |
| Независимый                                   | 1                   | Ицхак Гринбойм |